# Distigmoptera apicalis
Distigmoptera apicalis är en skalbaggsart som beskrevs av Blake 1943. Distigmoptera apicalis ingår i släktet Distigmoptera och familjen bladbaggar. Inga underarter finns listade i Catalogue of Life.